# 本町田
本町田（ほんまちだ）は、東京都町田市の地名。郵便番号は194-0032。

## 地理
町田市中部に位置する面積の広い町域で、大規模な集合住宅も集中するため市内で最も人口が多い。多摩丘陵の南西縁に接し、近隣の中町・原町田などが多摩丘陵と相模原台地の境界部となる。江戸時代以前の町田とはこの地域を指し、町田村の中心地であった。
東は金井町・藤の台・金井ヶ丘・玉川学園、西は山崎町・山崎・木曽東・木曽町、南は旭町・中町・南大谷、北は山崎町・野津田町・金井町と接している。
公社町田木曽住宅や公社本町田住宅をはじめとした集合住宅や団地が多く、全域にわたって住宅地が広がる。恩田川（町田川とも呼ばれた）の源流域（わさび沢川・今井川）で地内の各所に湧水地が点在するほか、北東部の丸山・今井周辺は、薬師池公園や七国山、玉川学園などと接するなど、所々に里山や山林も残っているため、分村後に市街地化した原町田に比べて自然が目立つ。南北方向に鎌倉街道が縦貫している。一部地区で住居表示が実施され、南部の一部が旭町一～三丁目、中町二丁目から四丁目に、北東部の一部が玉川学園や藤の台などに編入されており、現在の本町田の町域とかつての町域は一致しない。

### 河川
- 恩田川
  - 今井川
  - わさび沢川

### 旧字
現在の本町田では小字が廃止されているが、かつてはいくつかの小字が存在していた。現在でも地区名や自治会の名称として使用されることがある。
昭和以降の宅地開発が行われるまで、市街地や住居は鎌倉街道に沿った宿・一色・後田・今井地区に集中していた。
- 以下は本町田の南部より記載する。

上ノ原
現在町田郵便局や都営町田中町四丁目アパート、東京都立町田高等学校が存在する地域である。かつては本町田だったが、住居表示の実施に伴い中町および旭町へと変更された。
向村
菅原神社が置かれている。かつては湧水地があったことから、付近は井出の沢（井手の沢）と称されることもあった。
- 現在の菅原神社交差点付近。

宿
町田村中心地で、鎌倉街道の宿場として栄えた。近年までかつての雰囲気を残す街並みがあったが、鶴川街道の拡幅や宅地化に伴い姿を変えつつある。
- 現在の日向台住宅南部・日向台交差点・養運寺付近。

一色
町田宿の北端付近から町田川（現在の恩田川源流端の一部で今井川）沿いに広がる地域。鎌倉街道は一色付近から向村の南までの間、町田宿を経由するルートと経由せずに菅原神社の裏側を抜けるルートが存在しており、町田宿からは更に成瀬方面を経由するルートに分かれていた。
- 現在の木曽団地東交差点（ひなた村停留所）・本町田停留所周辺の広い範囲。

後田
一色の東側にあたる地区で、現在の町田木曽住宅ホ号棟東側から鎌倉街道を挟んでひなた村・旧本町田東小学校付近までの範囲。古来からの小字に良くあることだが、他の小字（一色・宿）との境界は曖昧である。この旧字名は町田市立本町田後田グラウンド（旧・本町田少年サッカー場）の名称にも使用されている。
原
上記の一色の西側に広がる地域。一色の西部から原には桑畑や田畑が広がっていた。この旧字名は町田市立原小学校（現在は本町田小学校）やバス停留所名（原田向）などの名称にも使用されている。
- 現在の町田市立本町田ひなた小学校仮校舎（旧・本町田小学校）付近。

滝ノ沢
本町田の西端で、恩田川源流端の一部となるわさび沢川（滝ノ沢）の水源地である。
- 現在の町田市立町田第三中学校・滝の沢源流公園付近。

今井（今井谷戸）
町田川の源流付近であり、深い谷戸沿いに広がる地区。鎌倉街道は上記の向村及び宿より一色・後田を経由し、今井から七国山方面・薬師池方面へと抜けていた。
- 現在の今井谷戸交差点付近。

丸山
今井の東部付近で、山林や桑畑が広がっていた地区。近年の大規模集合住宅や宅地開発によって姿を大きく変えているが、現在でも僅かながら当時の山林や農地が残る。
- 現在の藤の台団地、本町田丸山緑地（町田えびね苑）付近。

芝生（しぼお）
本町田の東端で、草や林に覆われた丘陵地。昭和以降の宅地開発によって、現在は住宅地へと姿を変えている。
- 現在の玉川学園前駅北口側（玉川学園2丁目、3丁目）付近。

他に合ノ原、勝負ヶ谷戸などが存在した。

### 地価
住宅地の地価は、2014年（平成26年）1月1日の公示地価によれば、本町田字乙九号3450番117の地点で15万2000円/m2となっている。

## 歴史
縄文時代から集落があったことがわかっているが、集落は散在する程度と考えられている。鎌倉時代頃より鎌倉街道の要所として宿場街となり、次第に栄えていった。南北に縦貫する鎌倉街道の経由地となる井出の沢（菅原神社）にて北条時行と足利直義が争ったとされる。

### 地名の由来
1582年（天正10年）農地拡大のため近隣の原野を開拓、町田村から原町田村を分村した際、町田村が本町田村と称したことから。

### 沿革
- 1335年（建武2年） - 井出の沢の合戦、北条時行軍が足利直義軍を破る[6]。
- 1582年（天正10年） - 農地拡大のため近隣の原野を開拓、町田村から原町田村を分村。その後本町田村と改称する。
- 1630年（寛永7年） - 向村付近に菅原神社建立。
- 1868年（慶応4年、明治元年） - 武蔵知県事に属す。
- 1871年（明治4年） - 廃藩置県により東京府多摩郡町田村となるものの、神奈川県知事・陸奥宗光の上申により神奈川県に移管され、神奈川県多摩郡町田村となる。
- 1873年（明治6年） - 区番組制により8区2番となる。
- 1878年（明治11年）7月22日 - 郡区町村編制法により、南多摩郡に属する。
- 1884年（明治17年） - 連合戸長役場制により原町田村・本町田村・森野村・南大谷村・金井村が5か村連合となる。連合戸長役場は原町田村に置かれる。
- 1889年（明治22年）4月1日 - 原町田村・本町田村・森野村・南大谷村が合併し、町田村となる。旧本町田村の村域は大字本町田となる。
- 1893年（明治26年）4月1日 - 南多摩郡を含む多摩全域が神奈川県から再び東京府に移管される。
- 1913年（大正2年）4月1日 - 町田村が町制施行し、町田町となる。
- 1927年（昭和2年）4月1日 - 小田原急行鉄道が開通するが、本町田に駅は設置されていない。
- 1929年（昭和4年）4月1日 - 小田急線に玉川学園前駅が開業する。
- 1958年（昭和33年）2月1日 - 町田町が忠生村、鶴川村、堺村と対等合併し、市制施行し町田市となる。
- 1965年（昭和40年）7月1日 - 本町田、原町田、南大谷のそれぞれ一部で住居表示を実施、中町一〜四丁目を新設。
- 1966年（昭和41年）
  - 住宅公団によって本町田地域の大規模団地開発（現在の藤の台団地）が発表される。そのため遺跡発掘調査に着手（1967年〜1968年まで）発掘された遺跡は本町田遺跡群（A〜M地点）と呼ばれ、本町田遺跡公園と整備される。
  - 7月1日 - 本町田、原町田、木曽町のそれぞれ一部で住居表示を実施、旭町一〜三丁目を新設。
- 1967年（昭和42年）7月1日 - 本町田、南大谷、成瀬、金井町のそれぞれ一部で住居表示を実施、玉川学園一〜八丁目を新設。
- 1970年（昭和45年） - 公団藤の台団地・公社町田木曽住宅の入居が順次始まる。
- 1973年（昭和48年）11月3日 - 町田市郷土資料館（現町田市立博物館）開館。
- 2007年（平成19年）12月1日 - 本町田、木曽町、根岸町、山崎町のそれぞれ一部で住居表示を実施、木曽東一〜四丁目を新設。
- 2020年（令和2年）7月25日 - 金井町、大蔵町、玉川学園、本町田の一部で住居表示を実施、金井ヶ丘一〜五丁目および藤の台一〜三丁目を新設。

## 世帯数と人口
2024年（令和6年）8月1日現在の世帯数と人口は以下の通りである。
| 大字   | 世帯数     | 人口     |
| ------ | ---------- | -------- |
| 本町田 | 10,484世帯 | 20,582人 |

## 小・中学校の学区
市立小・中学校に通う場合、学区は以下の通りとなる。
| 番地 | 小学校                     | 中学校                 | 選択可能校                                        |
| --- | -------------------------- | ---------------------- | ------------------------------------------------- |
| 公社本町田住宅（イ-10～イ-13、ロ-6～ロ-9） | 町田市立町田第六小学校     | 町田市立町田第二中学校 |                                                   |
| 250～263番地 | 町田市立町田第一小学校     | 町田市立町田第一中学校 |                                                   |
| 公社本町田住宅（イ-1～イ-9、ロ-1～ロ-5）、8番地、10～17番地、56番地 57番地の1、61番地、68番地、72番地、95番地、97番地、170～249番地 326～820番地、822～862番地、867番地の1・5・7、874～892番地 894～900番地、905～943番地、948～949番地、951～958番地、985～994番地 1002～1035番地、1058～1073番地、1075～1089番地、1091～1096番地 1098～1100番地、1111～1128番地、1131～1134番地、1155番地の1～3・5 1157～1172番地、1181～1195番地、1232～1273番地、1275～1282番地 1284～1291番地、1298～1313番地、1314番地の5～9、1315～1319番地 1328番地の1・6～7・11～15、1329～1336番地、1363～1396番地 1399番地の1・5～56、1411～1421番地、1655番地、2192番地の12～22・41～45 2207番地の1～3・14～27（公社町田木曽住宅ニ-1～ニ-3を除く） 2342番地の2・5、2701～2707番地、2726～2731番地、2733～2743番地 2758～2778番地、2806～2808番地、3399番地、3619～3637番地 3665番地、3667～4393番地 | 町田市立町田第三小学校     | 町田市立町田第一中学校 |                                                   |
| 821番地、893番地、901～904番地、944～947番地、950番地 959～984番地、995～1001番地、1036～1057番地、1074番地 1090番地、1097番地、1101～1110番地、1129～1130番地 1135～1154番地、1155番地の4、1156番地、1196～1231番地 1274番地、1283番地、1292～1297番地、2287～2333番地 2342番地の3、2732番地、2744～2757番地、2779～2784番地 3400～3443番地、3610～3618番地、3638～3664番地、3666番地 | 町田市立町田第三小学校     | 町田市立町田第一中学校 | 町田市立薬師中学校                                |
| 3444～3454番地、3457番地の10、3562～3603番地 | 町田市立町田第三小学校     | 町田市立薬師中学校     | 町田市立町田第一中学校                            |
| 3455番地の2～7・24～37 | 町田市立町田第三小学校     | 町田市立薬師中学校     | 町田市立本町田ひなた小学校 町田市立町田第一中学校 |
| 2334～2341番地、2614番地の3、2620～2631番地 2655～2693番地、2695～2700番地、2724～2725番地 2798～2800番地、2833～3132番地、3134～3180番地 3181番地の3、3187番地、3205～3358番地、3389～3391番地 3394～3395番地、3455番地の1・10、3457番地の6～8・11～22・24 3457番地の31～42・44～47・49～62、3459番地、3486番地、3498番地 | 町田市立本町田ひなた小学校 | 町田市立薬師中学校     |                                                   |
| 2694番地、2708～2723番地、2785～2797番地、2801～2805番地 2812～2832番地、3393番地、3396～3398番地 | 町田市立本町田ひなた小学校 | 町田市立薬師中学校     | 町田市立町田第三小学校 町田市立町田第一中学校     |
| 1173番地、1314番地の1・10～12、1320～1327番地 1328番地の2～3、1337～1358番地、1399番地の3 1404～1407番地、1422～1643番地、1700～1880番地 1998～1999番地、2001～2003番地、2005～2191番地 2192番地の9・39、2232～2236番地、2342番地の1・4・8 2359～2365番地、2380番地の3、2387～2389番地、2587番地 公社町田木曽住宅（ハ-1～ハ-28、二-1～二-3、ホ-1～ホ-25、ト-1～ト-9） | 町田市立本町田ひなた小学校 | 町田市立町田第三中学校 |                                                   |
| 3457番地の3～5・23・30・43 3549番地の1・19・22～23・28・41～42 | 町田市立金井小学校         | 町田市立金井中学校     | 町田市立本町田ひなた小学校                        |

## 交通

### 鉄道
域内に鉄道路線は通っていない。近隣の駅は玉川学園前駅、町田駅、古淵駅など。

### 路線バス
主に神奈川中央交通町田営業所による運行。鎌倉街道を経由する路線が主要で、5分未満の高頻度運転となっている。
なお、小田急線・JR横浜線町田駅の最寄は町田バスセンター停留所となる。
各路線の詳細についてはこちらを参照のこと。
鎌倉街道経由
- [町41] 町田ターミナル・バスセンター～藤の台団地
- [町54] 町田バスセンター～藤の台団地・金井～鶴川駅
- [町50] 町田バスセンター～藤の台団地・金井・鶴川駅～鶴川団地（買物バス）
- [町51] 町田駅～本町田団地循環
- [町53] 町田駅～本町田～鶴川駅
- [町55] 町田駅～本町田～野津田車庫

団地いちょう通り経由
- [町13] 町田バスセンター～（急行）～山崎団地センター
- [町20] 町田バスセンター←境川団地←山崎団地センター
- [町15] 町田ターミナル・バスセンター～境川団地～山崎団地 （深夜バスあり）
- [町24] 町田ターミナル・バスセンター～市民病院～山崎団地
- [町35] 町田バスセンター←境川団地・山崎団地センター←野津田車庫
- [町37] 町田バスセンター～木曽中原・藤の台団地～やくし台センター
- [町61] 町田バスセンター→山崎団地センター・藤の台団地・やくし台センター→野津田車庫 （深夜バス1本のみ）
- [古02] 古淵駅～山崎団地センター～山崎団地
- [古03] 古淵駅～山崎団地センター～藤の台団地

### 道路
- 東京都道3号世田谷町田線（鶴川街道）
- 東京都道18号府中町田線（鎌倉街道）
- 東京都道47号八王子町田線（町田街道）
- 団地いちょう通り

## 施設
行政
本町田地内には行政の出張所等はない。
周辺の施設は木曽山崎コミュニティセンター（山崎町）、町田市役所（森野）等となる。
教育
- 小学校
  - 町田市立町田第三小学校
  - 町田市立本町田ひなた小学校 （本町田東＋本町田小学校の統合）

- 中学校
  - 町田市立町田第三中学校

- 大学
  - 桜美林大学 東京ひなたやまキャンパス

商業
- 食品の店おおた町田木曽店
- ウエルシア町田木曽店
- クリエイトSD 本町田店
- ドラッグセイムス本町田薬局
- フィット・ケア・デポ本町田店
- ウエルシア町田本町田店
- ダイソー本町田店

郵便局
- 町田本町田郵便局

金融機関
- 城南信用金庫本町田支店

警察
- 町田警察署本町田交番

消防

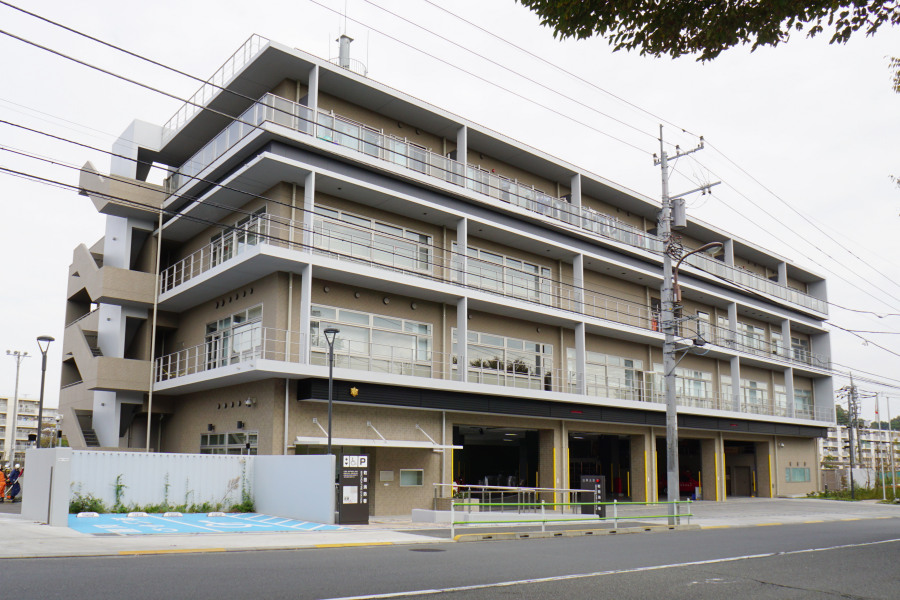
町田消防署

- 東京消防庁町田消防署 - 2017年11月に中町3丁目から移転

公園・博物館等
- 町田市立博物館 - 2019年6月に一般公開終了
- 本町田遺跡公園
- 日向山公園
  - 子ども創造キャンパスひなた村（旧・都立町田青年の家）
  - 藤の台球場
- 町田薬師池公園 四季彩の杜 
  - 西園・ウェルカムゲート
  - 南園（町田えびね苑・本町田丸山緑地）
- 木曽山崎公園
- 木曽山崎グラウンド
- 緑ヶ丘グラウンド
- 本町田後田グラウンド（旧・本町田少年サッカー場）

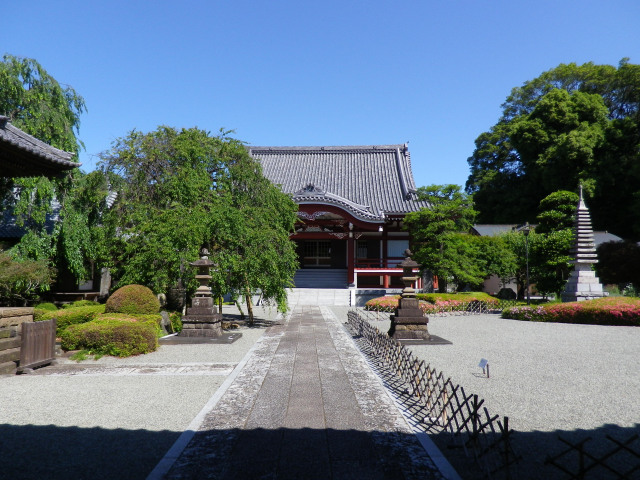
宏善寺

- 滝の沢源流公園

寺院・神社
- 菅原神社
- 養運寺
- 宏善寺

史跡
- 本町田遺跡（東京都指定史跡）
- 井出の沢古戦場跡（東京都指定旧跡）

### 過去に存在した施設
教育
- 小学校
  - 町田市立原小学校（本町田小学校への統廃合に伴い、2002年3月閉校。改修工事後、2003年4月からは本町田小学校の本校舎として使用）
  - 町田市立緑ヶ丘小学校（同上。2003年3月まで本町田小学校の仮校舎として使用された後に校舎は解体され、町田消防署および緑ヶ丘グラウンドが整備された）
  - 町田市立本町田西小学校（同上。校舎は解体され、桜美林大学東京ひなたやまキャンパスが建設された）
  - 町田市立本町田東小学校（本町田ひなた小学校への統廃合に伴い、2025年3月閉校。跡地には本町田ひなた小学校の新校舎を建設予定）
  - 町田市立本町田小学校（同上。2025年4月より本町田ひなた小学校の仮校舎として使用）

- 中学校
  - 町田市立本町田中学校（2011年3月閉校。校舎は解体され、旧本町田西小学校跡地とあわせて、桜美林大学東京ひなたやまキャンパスが建設された）

警察
- 町田警察署木曽団地交番（現在は、町田木曽団地防犯センターとして使用。）